# (203) Pompeya
(203) Pompeya es un asteroide perteneciente al cinturón de asteroides descubierto el 25 de septiembre de 1879 por Christian Heinrich Friedrich Peters desde el observatorio Litchfield de Clinton, Estados Unidos.
Está nombrado por Pompeya, antigua ciudad romana, con motivo de la proximidad del descubrimiento con el dieciocho centenario de su destrucción por el Vesubio.

## Características orbitales
Pompeya orbita a una distancia media del Sol de 2,738 ua, pudiendo alejarse hasta 2,899 ua. Su inclinación orbital es 3,178° y la excentricidad 0,05891. Emplea en completar una órbita alrededor del Sol 1655 días.